# Basket-ball à Madagascar
 (avril 2025).
Le basket-ball à Madagascar est un sport en plein essor, pratiqué tant au niveau amateur que professionnel. Il est encadré par la Fédération Malagasy de Basket-Ball (FMBB), affiliée à la FIBA.

## Histoire
Le basket-ball est introduit à Madagascar au début du XXe siècle, notamment dans les établissements scolaires et les centres urbains. La FMBB est créée pour organiser les compétitions et structurer le développement de la discipline sur le territoire.

## Compétitions nationales

### N1A
La N1A est la première division du championnat national masculin de basket-ball. Composée de 12 équipes, elle couronne chaque année le champion national. L'ASCUT est le club le plus titré avec six sacres. Le champion participe également aux qualifications de la Basketball Africa League (BAL).

## Équipes nationales

### Équipe masculine
L’équipe de Madagascar masculine de basket-ball est surnommée les Ankoay. Elle a participé à plusieurs éditions du Championnat d'Afrique de basket-ball masculin, avec une performance notable en 1972. Madagascar a également accueilli l’AfroBasket 2011.

### Équipe féminine
L’équipe de Madagascar féminine de basket-ball a remporté le Championnat d'Afrique de basket-ball féminin 1970, un exploit historique.

## Développement et initiatives
La FMBB, avec l’appui de la FIBA et de différents partenaires, déploie des programmes de développement du basket-ball, comme le Mini Basketball Movement.
Un projet d’introduction du sport scolaire, notamment du basket-ball, a également été lancé dans les écoles publiques d’Antananarivo, touchant plus de 20 000 élèves.

## Performances récentes
En 2024, Madagascar remporte les titres masculin et féminin de la FIBA 3x3 Africa Cup organisée à Antananarivo. Livio Ratianarivo et Minaoharisoa Jaofera sont élus MVP.
En 2025, l’équipe masculine se qualifie pour l’AfroBasket 2025, avec des joueurs clés comme Mathias M'Madi et Elly Randriamampionona.

## Clubs notables
Le GNBC (Gendarmerie Nationale Basket Club), fondé en 2012, est l’un des clubs les plus titrés du pays. Il a remporté le championnat national en 2016 et a participé à la BAL.

## Personnalités marquantes
Kristina Rakotobe devient en 2024 la première Malgache à participer au tournoi NCAA March Madness, avec l’équipe féminine d’UNC Greensboro.